# Ла Сар (Квебек)
Ла Сар (фр. La Sarre) је град у Канади у покрајини Квебек. Према резултатима пописа 2011. у граду је живело 7.719 становника.

## Становништво
Према резултатима пописа становништва из 2011. у граду је живело 7.719 становника, што је за 5,2% више у односу на попис из 2006. када је регистровано 7.336 житеља.
| 2006. | 2011. |
| ----- | ----- |
| 7.336 | 7.719 |